# Salicilato di metile
Il salicilato di metile è l'estere dell'acido salicilico e del metanolo.
A temperatura ambiente si presenta come un liquido incolore dall'odore aromatico.

## Usi
Il salicilato di metile è utilizzato come vasodilatatore cutaneo, nel trattamento del dolore muscolare e articolare. Studi casuali in doppio cieco riportano un'efficacia ridotta, maggiore soprattutto nel dolore acuto, dovuti probabilmente a effetti antinfiammatori. Nel corpo viene metabolizzato a salicilati in particolar modo ad acido acetilsalicilico.